# تومس یاکوبسن
تومس یاکوبسن (دانمارکی: Thomas Jacobsen؛ زادهٔ ۱۳ سپتامبر ۱۹۷۲) قایقران قایق بادبانی اهل دانمارک است.